# За Родину! (бронепоезд)
За Родину или За Родину! — несколько бронепоездов, построенных в СССР в разные годы и носящих одинаковое именное наименование:
- отдельный броневой поезд «За Родину» Ленинградского фронта, обращён 30 апреля 1942 года на формирование 72-го отдельного дивизиона броневых поездов (72 однбп);
- отдельный броневой поезд № 651 или отдельный броневой поезд «За Родину» (командир — капитан В. К. Корнелюк) 27-го отдельного дивизиона броневых поездов (27 однбп);
- отдельный броневой поезд «За Родину» 377-го отдельного зенитно-артиллерийского дивизиона броневых поездов, обращён 28 июня 1943 года на укомплектование 996 зенап;
- 2-й отдельный броневой поезд «За Родину» 38-й армии, позднее 9-й армий, переименован 6 ноября 1941 года в 10-й отдельный броневой поезд «За Родину»;
- 6-й отдельный броневой поезд «За Родину», переименован 27 апреля 1942 года в 1-й броневой поезд или «За Родину» 64 однбп;
- 10-й отдельный броневой поезд «За Родину» Южного фронта, 9-й армий, позднее 12-й армий, переименован 6 ноября 1941 года во 2-й отдельный броневой поезд «За Родину», далее 27 апреля 1942 года переименован во 2-й броневой поезд 64 однбп;
- броневой поезд № 2 или «За Родину» (командир — капитан А. Л. Бондаренко) — поддерживал 28-ю железнодорожную бригаду в ноябре 1941 г.;
- бронепоезд № 6 или «За Родину» (командир — капитан П. К. Шурыгин) — поддерживал 28-ю железнодорожную бригаду в ноябре 1941 г.;
- бронепоезд № 11 или «За Родину» (командир — капитан П. М. Бойко) 18-й армии Южного фронта — поддерживал 28-ю железнодорожную бригаду в ноябре 1941 г.;
- бронепоезд Азовской военной флотилии № 10 или «За Родину», командир старший лейтенант М. Р. Чечельницкий, февраль — 26 июля 1942 г. ([http://picturehistory.livejournal.com/1429721.html%7C (недоступная+ссылка) Бронепоезд Азовской флотилии №10 «За Родину»]).